# Campioni italiani assoluti di atletica leggera - Lancio del giavellotto a due mani femminile
Questa pagina raccoglie un elenco di tutte le campionesse italiane dell'atletica leggera nel lancio del giavellotto a due mani, specialità che fece parte dei campionati italiani assoluti di atletica leggera dal 1923 al 1926.

## Albo d'oro
| Anno | Atleta (società)                         | Prestazione |
| ---- | ---------------------------------------- | ----------- |
| 1923 | Maria Piantanida Pro Patria et Libertate | 33,18 m     |
| 1924 | Maria Piantanida Pro Patria et Libertate | 35,71 m     |
| 1925 | Giuseppina Borin ?                       | 30,78 m     |
| 1926 | Giuseppina Borin ?                       | 41,42 m     |